# Albert Riera Vidal
Albert Riera Vidal   (Barcelona, 28 de desembre de 1983) és un exjugador de futbol professional català que jugava com a migcampista. Actualment entrena l'Auckland City FC del Campionat de Futbol de Nova Zelanda després d'haver-hi jugat molts anys participant fins i tot en el Campionat del Món de Clubs.

## Trajectòria esportiva
Abans de jugar professionalment amb l'Auckland City FC, Riera jugà amb els equips juvenils del CE Binèfar, el CF Atlético de Monzón, el CF Balaguer i l'FC Benavent.
Riera va debutar amb l'Auckland City FC en un partit contra l'AS Magenta en la Lliga de Campions de l'OFC 2010-11 el 21 de febrer de 2011. Riera va participar i guanyar en la final de la Lliga de Campions el 17 d'abril de 2011 en un partit contra l'Amicale FC de Vanuatu. La temporada 2010-11 del Campionat de Futbol de Nova Zelanda Albert Riera Vidal jugà en un total de 9 partits.
Riera va formar part de l'equip que jugà en el Campionat del Món de Clubs 2011.

## Palmarès
- Lliga de Campions de l'OFC (2): 2010-11, 2011-12.